# Поляков, Данила
Даниил Александрович Поляков (31 января 1983 года, Москва) —  российский манекенщик, топ-модель мирового уровня, танцор, стилист, художник, перформер и провокатор. Единственный русский мужчина-супермодель и первый манекенщик из России, принявший участие в показах Fendi, Джона Гальяно, Вивьен Вествуд и других мировых дизайнеров. Создал тип бесполой модели-андрогина. 

## Биография
Родился в Москве, в многодетной семье (три старших брата и сестра). Отец — художник-дизайнер Александр Львович Поляков (1945—2011), мать — педагог-воспитатель в детском саду. Бабушка всю жизнь проработала организатором мероприятий в парке Горького.
С подросткового возраста начал зарабатывать себе на жизнь, танцуя в ночных клубах «Гоу-гоу», работал танцором у диджея Грува. 
В апреле 1999 года стал танцовщиком популярной поп-группы «Демо», снялся в клипе «Солнышко», затем работал на подтанцовке у певицы Валерии. Параллельно начал пробовать себя в качестве модели, работал со Светланой Ватаниной, Галиной Смирнской и Денисом Симачёвым. Снимался для культовых российских журналов «ОМ» и «Птюч».
Первый крупный контракт подписал с британским модельным агентством Storm. Взлетом карьеры Данилы можно считать момент, когда он оказался на съемке у дизайнера английского GQ, тогда еще стилиста Prada, Дэвида Брэдшоу, которая включала исключительно женские образы.
Данила Поляков стал востребованной моделью не только в мужских показах, но и в женских. Его приглашали Джон Гальяно, Жан-Поль Готье, Вивьен Вествуд, Prada, Moschino, Yohji Yamamoto и многие другие модные дома. На Миланской неделе моды 2007-2008 он открывал женский показ Джанфранко Ферре. Поляков ввёл в моду новый эталон мужской красоты — красоты андрогина.
В 2006 году снялся в фотосессии для итальянского Vogue, которую проводил знаменитый фотограф Стивен Майзель. 
Вернулся в Россию в расцвете западной карьеры из-за тяжёлой болезни матери.
В 2007 году дебютировал в России как дизайнер с проектом «100% Vanilla – Beware Your Desire» (фотография, явления, вещи), где 25 человек в возрасте 25 лет открывали свой внутренний мир перед публикой. Основой проекта стал собственный личностный кризис Данилы, который он пережил, перейдя возрастной рубеж в четверть века. В 2008 году совместно с фотографом Алексеем Киселевым  выпустил книгу-фотоальбом «Неприкаянные нулевые» (The Naughty Noughties), которая вышла тиражом 1000 экземпляров и продавалась эксклюзивно в парижском концептуальном бутике «Colette».
В 2010 году Данила принял участие в показе Вячеслава Зайцева в Москве, представ на нём в женском образе, а также стал стилистом осенне-зимней коллекции Маши Цигаль. В 2011 году работал креативным директором компании «Pure Joy Fashion». В этом же году он стал судьей на телепроекте «Топ-модель по-русски». Участвовал в постановке пьесы-танца Андрея Бартенева «Три сестры» по А. П. Чехову, в рамках V фестиваля «Открытая сцена», в котором сыграл одну из сестёр. Участвовал в телеигре Жестокие игры.
В 2012 году сыграл одну из главных ролей в фильме Марии Саакян «Энтропия», где его партнёрами по площадке выступили Ксения Собчак, Валерия Гай-Германика, Евгений Цыганов и другие.
В 2013 году Данила стал участником телешоу «Танцы со звездами», танцевал в паре с Аллой Анастасьевой. В 2016 году участвовал в качестве ведущего в шоу «Модная полиция» на канале СТС Love.
В 2018 году манекенщик сыграл роль в артхаусной картине Макса Тимофеева «По прозвищу Дьявол».
В последние годы реализует себя в качестве художника-дизайнера и стилиста, создаёт образы в стиле арт. Сотрудничает с дизайнером Ольгой Самодумовой в рамках ее винтажного дизайнерского проекта Peremotka. В московской галерее ART4.RU прошли персональные выставки Даниилы Полякова «Пэчворк-Давид-Спанч Боб» и «Дерма». Участвовал в качестве художника по костюмам в шоу «Большая опера» на телеканале «Культура». Является соавтором ряда проектов в области современной фотографии. Со своим новым арт-объектом Даниил Поляков планировал совершить арт-автопробег, который начался бы от стен музея ART4.RU в Москве и завершился во Владивостоке передвижной выставкой, помещающейся в багажнике. В каждом городе по пути следования должны были разворачиваться полотна в стиле печворк.
В своём интервью осенью 2021 года известный коллекционер Игорь Маркин, владелец первого в России первого художественного музея ART4.RU заявил: 

Данила Поляков будет продаваться, и будет продаваться дорого, сейчас этого еще не произошло, но я совершенно спокойно беру его в коллекцию.— 
В марте 2023 года в музее ART4.RU Данила Поляков представил свою новую выставку «Бабец», представляющую своеобразную карикатуру на новый тип человека, наделенного непомерным знанием и влиянием современных технологий. В зале видео-арта экспонировались фотопортреты Данилы в современных пейзажах Иванова: на ивановском железнодорожном вокзале, в старинных корпусах текстильных мануфактур и на новом производстве «Красной Талки», где изготовили ткани для этого арт-проекта.
Весной 2024 года в Лондоне открылась первая международная персональная выставка Д. Полякова «Madonna in Paradise» (Мадонна в раю).

## Фильмография
| Год  |   | Русское название   | Оригинальное название | Роль           |
| ---- | - | ------------------ | --------------------- | -------------- |
| 2011 | ф | Духless (фильм)    | Духless               | Данила Поляков |
| 2012 | ф | Энтропия (фильм)   | Энтропия              | Илья           |
| 2018 | ф | По прозвищу Дьявол | По прозвищу Дьявол    | трансвестит    |

## Внешние видеофайлы
- Данила Поляков — фотоинтервью с топ-моделью и стилистом // Георгий за кадром. 2022. 13 января
- Интервью Д. Полякова на Радио Sputnik. 2020. 26 марта)
- Анна Чапман и ее мужчины: выпуск 4. Данила Поляков // РЕН ТВ. 2019. 23 декабря.)
- Данила Поляков // Светская хроника с Евгенией Машко. MTV-mix. 2019. 25 июля.
- В гостях у Данилы Полякова // The Reminder. 2018. 20 декабря.
- в сумке у Данилы Полякова? // Vogue Russia. 2017. 10 февраля. Видео
- Максимальное приближение: дизайнер и манекенщик Данила Поляков // Москва24. 2014. 11 марта. Видео
- В Киев приехала самая эпатажная модель России // TCN. 2012. 23 ноября.
- понять непонятных? Данила Поляков. Андрей Бартенев // 1 канал СПб. 2012. 26 октября. Видео
- Данила Поляков. «Счастье! Видеоверсия». 3 выпуск. // Телеканал Ю. 2012. 1 октября.
- Данила Поляков: «Я открытый бисексуал» // Шоу «Девчата» на телеканале Россия 1. 2011. 24 сентября.
- MODELS DAVID SMITH & DANILA POLYAKOV HOM AH 2003/2004 // FashionTV. 2010. 14 мая.